# Trận Kim tự tháp
Trận Kim tự tháp, hay còn gọi là trận Embabeh, là một trận đánh quan trọng diễn ra vào ngày 21 tháng 7 năm 1798 tại Ai Cập, giữa quân xâm lược Pháp với lực lượng Mamluk. Quân đội Pháp dưới sự chỉ huy của Napoléon Bonaparte đã giành lấy một chiến thắng quyết định trước các lãnh chúa Mamluk địa phương và gần như tiêu diệt toàn bộ quân đội Ottoman ở Ai Cập. Đây cũng là trận đánh mà Napoléon đã áp dụng một trong những đóng góp quan trọng của ông cho chiến thuật quân sự thế giới – trận hình ô vuông. Trên thực tế là một hình chữ nhật, việc triển khai các lữ đoàn Pháp vào các đội hình đồ sộ này liên tục chống trả các đợt tấn công của kỵ binh Mamluk một cách hiệu quả.
Đối với quân Pháp, chiến thắng tại Embabeh là một thắng lợi quan trọng cuộc chinh phạt Ai Cập của họ, khi mà Murad Bey phải dẫn đám tàn quân tháo chạy trong hỗn loạn về Thượng Ai Cập. Số thương vong của Pháp chỉ chưa đến 300, trong khi số thương vong của quân Ottoman và Mamluk lên tới hàng nghìn. Sau khi trận đánh kết thúc, Napoléon đã tiến quân vào Cairo và thành lập một chính quyền địa phương mới dưới sự giám sát của ông. Trận chiến đã vạch trần sự suy tàn và sự lạc hậu về mặt chính trị lẫn quân sự của Đế quốc Ottoman trong suốt thế kỷ qua, đặc biệt là trước với một cường quốc đang trỗi dậy như Pháp. Napoléon đã đặt tên cho trận chiến theo các kim tự tháp Ai Cập vì chúng ẩn hiện mờ nhạt trên đường chân trời khi trận chiến diễn ra.

## Dạo đầu
Vào tháng 7 năm 1798, Napoléon hành quân từ Alexandria tới Cairo sau khi đổ bộ và chiếm đóng thành phố cảng này. Ông đụng độ quân đội của chính quyền Mamluk địa phương tại địa điểm nằm cách các Kim tự tháp Giza khoảng 15 kilômét (9,3 mi) và cách Cairo khoảng 6 kilômét (3,7 mi). Quân đội Mamluk được chỉ huy bởi hai Mamluk người gốc Gruzia là Murad Bey và Ibrahim Bey, sở hữu lực lượng kỵ binh tinh nhuệ và được đào tạo bài bản. Trận đánh này về sau được gọi là trận Chobrakit, đã kết thúc với chiến thắng thuộc về người Pháp. Napoléon nhanh chóng nhận ra rằng lực lượng Ottoman duy nhất đáng để phải dè chừng là lực lượng kỵ binh Mamluk. Vào ngày 20 tháng 7, Napoléon được tin quân Mamluk đang đóng tại làng Embabeh, cách Cairo 10 kilômét (6,2 mi) và các kim tự tháp 25 kilômét (16 mi). Quân Pháp sau đó đã hành quân suốt 12 tiếng đồng hồ để đến ngoài Embabeh. Trước khi trận đánh nổ ra, Napoléon khích lệ ba quân và nói: "Tiến lên! Hãy nhớ rằng từ trên đỉnh những kim tự tháp đó, 40 thế kỷ đang nhìn xuống mọi người."

## Diễn biến
Napoléon đã ra lệnh tiến thẳng về hướng quân đội của Murad với mỗi năm sư đoàn được tổ chức thành các hình chữ nhật rỗng với kỵ binh và quân nhu ở trung tâm và đại bác ở các góc. Các sư đoàn Pháp tiến về phía nam trong tiếng hô vang, với cánh phải dẫn đầu và sườn trái được bảo vệ bởi sông Nile. Từ phải sang trái, Napoléon sắp xếp các sư đoàn dưới sự chỉ huy của Louis Charles Antoine Desaix, Jean-Louis-Ébénézer Reynier, Charles-François-Joseph Dugua, Honoré Vial và Louis André Bon. Ngoài ra, Desaix đã gửi một biệt đội nhỏ để chiếm ngôi làng Biktil ngay phía tây gần đó. Murad đóng cánh phải của mình tại làng Embabeh bên bờ sông Nile, nơi được củng cố và yểm trợ bởi bộ binh và một số khẩu pháo cổ xưa. Lực lượng kỵ binh Mamluk của ông được triển khai trên sườn sa mạc. Ibrahim, với một đội quân thứ hai, bất lực nhìn từ bờ đông sông Nil mà không thể can thiệp. Chandler khẳng định rằng quân đội 25.000 quân của Napoléon đông hơn quân đội với hơn 6.000 kỵ binh Mamluk và 15.000 bộ binh của Murad.
Vào khoảng 15:30, kỵ binh Mamluk đã tự mình lao vào trận địa của quân Pháp mà không báo trước. Các trận hình ô vuông của Desaix, Reynier và Dugua giữ vững và đẩy lùi kỵ binh bằng súng hỏa mai và pháo binh. Không thể tạo tổn thương với đội hình của Pháp, một số người Mamluk thất vọng đã chuyển sang tấn công lực lượng tách ra của Desaix, nhưng cũng phải hứng chịu thất bại. Trong khi đó, gần sông, sư đoàn của Bon triển khai thành các đội hình hàng dọc và tấn công vào làng Embabeh. Đột nhập vào làng, người Pháp đánh đuổi được quân đồn trú. Bị mắc kẹt dưới sông, nhiều người Mamluk và bộ binh đã cố gắng bơi đến nơi an toàn trong hỗn loạn khiến hàng trăm người chết đuối. Napoléon báo cáo mất 29 người chết và 260 người bị thương. Những tổn thất của Murad nặng nề hơn rất nhiều, có lẽ lên tới 3.000 kỵ binh Mamluk không thể thay thế và số lượng bộ binh không xác định. Murad trốn thoát đến Thượng Ai Cập, tại đó ông tiếp tục thực hiện chiến tranh du kích trước khi bị Desaix đánh bại vào cuối năm 1799.

## Hậu quả
Khi nghe tin về sự thất bại của lực lượng kỵ binh huyền thoại của họ, quân đội Mamluk đóng ở Cairo đã phân tán đến Syria để tập hợp và tổ chức lại. Trận chiến Kim tự tháp báo hiệu sự khởi đầu của sự kết thúc bảy thế kỷ cai trị của người Mamluk ở Ai Cập. Bất chấp sự khởi đầu tốt lành này, chiến thắng của Đô đốc Anh Horatio Nelson trong trận sông Nin mười ngày sau đó đã chấm dứt hy vọng của Napoleon về một cuộc chinh phạt Trung Đông.